# Ocellularia wandoorensis
Ocellularia wandoorensis är en lavart som beskrevs av Nagarkar, Sethy & Patw. 1986. Ocellularia wandoorensis ingår i släktet Ocellularia och familjen Thelotremataceae.   Inga underarter finns listade i Catalogue of Life.